# JS Kabylie en competiciones de la CAF
El JS Kabylie es uno de los equipos de fútbol más exitosos de Argelia al contar con 14 títulos de liga, así como dos títulos de Liga de Campeones de la CAF, una Recopa Africana y tres títulos de la Copa CAF, con lo que también es uno de los más ganadores del continente africano, comparando su trayectoria continental con equipos como el Al-Ahly de Egipto o el TP Mazembe de Congo-Kinshasa.

## Participaciones

### Partidos
| Temporada | Torneo                            | Ronda            | Club                    | Casa | Visita | Global      |
| --------- | --------------------------------- | ---------------- | ----------------------- | ---- | ------ | ----------- |
| 1978      | Copa Africana de Clubes Campeones | 2                | Al-Tahaddy              | 1–0  | 2–0    | 3–0         |
| 1978      | Copa Africana de Clubes Campeones | Cuartos de final | Vita Club               | 3–2  | 0–1    | 3–3 (a)     |
| 1981      | Copa Africana de Clubes Campeones | 1                | Al-Ahli Trípoli         | 2–1  | 0–0    | 2–1         |
| 1981      | Copa Africana de Clubes Campeones | 2                | Horseed FC              | w/o  | 2–1    | 2–1         |
| 1981      | Copa Africana de Clubes Campeones | Cuartos de final | Dynamos                 | 3–0  | 2–2    | 5–2         |
| 1981      | Copa Africana de Clubes Campeones | Semifinales      | Al-Ahly                 | w/o  | w/o    | w/o         |
| 1981      | Copa Africana de Clubes Campeones | Final            | Vita Club               | 4–0  | 1–0    | 5–0         |
| 1982      | Copa Africana de Clubes Campeones | 1                | Al-Hilal                | 1–0  | 0–1    | 1–1 (a)     |
| 1983      | Copa Africana de Clubes Campeones | 1                | Al Ahli Tripoli         | 2–0  | 1–0    | 3–0         |
| 1983      | Copa Africana de Clubes Campeones | 2                | ASC Diaraf              | 0–1  | 0–0    | 0–1         |
| 1984      | Copa Africana de Clubes Campeones | 1                | Real Republicans        | 1–0  | 2–1    | 3–1         |
| 1984      | Copa Africana de Clubes Campeones | 2                | Sporting de Bissau      | w/o  | w/o    | w/o         |
| 1984      | Copa Africana de Clubes Campeones | Cuartos de final | Dynamos                 | 2–0  | 0–2    | 2–2 (3-2 p) |
| 1984      | Copa Africana de Clubes Campeones | Semifinales      | Zamalek                 | 3–1  | 0–3    | 3–4         |
| 1986      | Copa Africana de Clubes Campeones | 1                | EF Ouagadougou          | 5–0  | 1–1    | 6–1         |
| 1986      | Copa Africana de Clubes Campeones | 2                | Espérance de Tunis      | 2–1  | 0–1    | 2–2 (a)     |
| 1990      | Copa Africana de Clubes Campeones | 1                | ASKO Kara               | 6–0  | 4–0    | 10–0        |
| 1990      | Copa Africana de Clubes Campeones | 2                | Étoile du Congo         | 2–0  | 2–2    | 4–2         |
| 1990      | Copa Africana de Clubes Campeones | Cuartos de final | AFC Leopards            | 3–0  | 1–2    | 4–2         |
| 1990      | Copa Africana de Clubes Campeones | Semifinales      | Asante Kotoko           | 2–0  | 0–1    | 2–1         |
| 1990      | Copa Africana de Clubes Campeones | Final            | Nkana Red Devils        | 1–0  | 0–1    | 1–1 (5–3 p) |
| 1991      | Copa Africana de Clubes Campeones | 1                | Elect-Sport FC          | 6–0  | 0–1    | 6–1         |
| 1991      | Copa Africana de Clubes Campeones | 2                | Wydad Casablanca        | 1–0  | 0–3    | 1–3         |
| 1993      | Recopa Africana                   | 1                | ASC SNIM                | 8–1  | 3–1    | 11–2        |
| 1993      | Recopa Africana                   | 2                | Dragons de l'Ouémé      | 4–0  | 0–3    | 4–3         |
| 1993      | Recopa Africana                   | Cuartos de final | Africa Sports           | 1–0  | 0–4    | 1–4         |
| 1995      | Recopa Africana                   | 2                | Stade d'Abidjan         | 2–0  | 0–1    | 2–1         |
| 1995      | Recopa Africana                   | Cuartos de final | Hearts of Oak           | 3–1  | 1–2    | 4–3         |
| 1995      | Recopa Africana                   | Semifinales      | Blackpool               | 2–1  | 0–1    | 2–2 (a)     |
| 1995      | Recopa Africana                   | Final            | Julius Berger           | 2–1  | 1–1    | 3–2         |
| 1996      | Copa Africana de Clubes Campeones | 1                | Boavista                | 2–0  | 2–1    | 4–1         |
| 1996      | Copa Africana de Clubes Campeones | 2                | Fantastique             | 0–0  | 1–0    | 1–0         |
| 1996      | Copa Africana de Clubes Campeones | Cuartos de final | Petro Atlético          | 1–0  | 1–1    | 2–1         |
| 1996      | Copa Africana de Clubes Campeones | Semifinales      | Shooting Stars          | 1–1  | 0–1    | 1–2         |
| 1996      | Supercopa de la CAF               | Final            | Orlando Pirates         | 0–1  | 0–1    | 0–1         |
| 2000      | Copa CAF                          | 1                | Aslad Moundou           | w/o  | w/o    | w/o         |
| 2000      | Copa CAF                          | 2                | Mazembe                 | 5–0  | 0–2    | 5–2         |
| 2000      | Copa CAF                          | Cuartos de final | Étoile du Sahel         | 1–0  | 0–1    | 1–1 (4–1 p) |
| 2000      | Copa CAF                          | Semifinales      | Iwuanyanwu Nationale    | 1–0  | 1–1    | 2–1         |
| 2000      | Copa CAF                          | Final            | Ismaily                 | 0–0  | 1–1    | 1–1 (a)     |
| 2001      | Copa CAF                          | 2                | Mebrat Hail             | 2–0  | 0–1    | 2–1         |
| 2001      | Copa CAF                          | Cuartos de final | Wydad Casablanca        | 2–0  | 1–0    | 3–0         |
| 2001      | Copa CAF                          | Semifinales      | Africa Sport            | 2–0  | 1–3    | 3–3 (a)     |
| 2001      | Copa CAF                          | Final            | Étoile du Sahel         | 1–0  | 1–2    | 2–2 (a)     |
| 2002      | Copa CAF                          | 2                | ASC Ndiambour           | 6–3  | 0–0    | 6–3         |
| 2002      | Copa CAF                          | Cuartos de final | Djoliba AC              | 2–1  | 0–0    | 2–1         |
| 2002      | Copa CAF                          | Semifinales      | Al-Masry                | 2–0  | 0–1    | 2–1         |
| 2002      | Copa CAF                          | Final            | Tonnerre Yaoundé        | 4–0  | 0–1    | 4–1         |
| 2003      | Copa CAF                          | 2                | SONACOS                 | 0–0  | 1–1    | 1–1 (v.)    |
| 2003      | Copa CAF                          | Cuartos de final | Cotonsport Garoua       | 0–0  | 1–2    | 1–2         |
| 2005      | Liga de Campeones de la CAF       | 1                | Fello Star              | 0–0  | 0–1    | 0–1         |
| 2006      | Liga de Campeones de la CAF       | Preliminar       | Al-Ittihad              | 4–0  | 1–1    | 5–1         |
| 2006      | Liga de Campeones de la CAF       | 1                | Zanaco                  | 3–0  | 0–1    | 3–1         |
| 2006      | Liga de Campeones de la CAF       | 2                | Raja Casablanca         | 3–1  | 0–1    | 3–2         |
| 2006      | Liga de Campeones de la CAF       | Fase de grupos   | Asante Kotoko           | 1–0  | 1–2    | 4.º Lugar   |
| 2006      | Liga de Campeones de la CAF       | Fase de grupos   | Al-Ahly                 | 2–2  | 0–2    | 4.º Lugar   |
| 2006      | Liga de Campeones de la CAF       | Fase de grupos   | Sfaxien                 | 0–1  | 0–2    | 4.º Lugar   |
| 2007      | Liga de Campeones de la CAF       | Preliminar       | CF Os Balantas          | 3–1  | 2–1    | 5–2         |
| 2007      | Liga de Campeones de la CAF       | 1                | AS Mangasport           | 3–0  | 1–3    | 4–3         |
| 2007      | Liga de Campeones de la CAF       | 2                | Coton Sport             | 2–0  | 0–1    | 2–1         |
| 2007      | Liga de Campeones de la CAF       | Fase de grupos   | Al-Ittihad              | 3–1  | 0–1    | 3.º Lugar   |
| 2007      | Liga de Campeones de la CAF       | Fase de grupos   | FAR Rabat               | 2–0  | 1–1    | 3.º Lugar   |
| 2007      | Liga de Campeones de la CAF       | Fase de grupos   | Étoile du Sahel         | 0–2  | 0–3    | 3.º Lugar   |
| 2008      | Liga de Campeones de la CAF       | 1                | Ashanti Gold SC         | 3–0  | 0–0    | 3–0         |
| 2008      | Liga de Campeones de la CAF       | 2                | Coton Sport             | 2–1  | 0–3    | 2–4         |
| 2008      | Copa Confederación de la CAF      | Play-Off         | Les Astres              | 1–1  | 1–0    | 2–1         |
| 2008      | Copa Confederación de la CAF      | Fase de grupos   | Al-Merrikh              | 3–1  | 1–3    | 3.º Lugar   |
| 2008      | Copa Confederación de la CAF      | Fase de grupos   | Étoile du Sahel         | 1–0  | 0–2    | 3.º Lugar   |
| 2008      | Copa Confederación de la CAF      | Fase de grupos   | Asante Kotoko           | 2–0  | 1–3    | 3.º Lugar   |
| 2009      | Liga de Campeones de la CAF       | 1                | Al-Ahli Trípoli         | 1–2  | 0–1    | 1–3         |
| 2010      | Liga de Campeones de la CAF       | Preliminar       | Armed Forces            | 3–0  | 2–1    | 5–1         |
| 2010      | Liga de Campeones de la CAF       | 1                | Club Africain           | 1–0  | 1–1    | 2–1         |
| 2010      | Liga de Campeones de la CAF       | 2                | Petro Atlético          | 2–0  | 1–2    | 3–2         |
| 2010      | Liga de Campeones de la CAF       | Fase de grupos   | Ismaily SC              | 1–0  | 1–0    | 1.º Lugar   |
| 2010      | Liga de Campeones de la CAF       | Fase de grupos   | Heartland               | 1–0  | 1–1    | 1.º Lugar   |
| 2010      | Liga de Campeones de la CAF       | Fase de grupos   | Al Ahly                 | 1–0  | 1–1    | 1.º Lugar   |
| 2010      | Liga de Campeones de la CAF       | Semifinales      | TP Mazembe              | 1–3  | 0–0    | 1–3         |
| 2011      | Copa Confederación de la CAF      | 1                | ASC Tevragh-Zeïna       | 1–0  | 2–1    | 3–1         |
| 2011      | Copa Confederación de la CAF      | 2                | Missile FC              | 3–0  | 0–3    | 3–3 (a)     |
| 2011      | Copa Confederación de la CAF      | Play-off         | ASC Diaraf              | 2–0  | 1–1    | 3–1         |
| 2011      | Copa Confederación de la CAF      | Fase de grupos   | Maghreb de Fès          | 0–1  | 0–1    | 4.º Lugar   |
| 2011      | Copa Confederación de la CAF      | Fase de grupos   | Sunshine Stars          | 1–2  | 0–1    | 4.º Lugar   |
| 2011      | Copa Confederación de la CAF      | Fase de grupos   | Motema Pembe            | 0–2  | 0–2    | 4.º Lugar   |
| 2017      | Copa Confederación de la CAF      | Preliminar       | Monrovia Club Breweries | 0–3  | 4–0    | 4–3         |
| 2017      | Copa Confederación de la CAF      | 1                | Étoile du Congo         | 0–0  | 1–0    | 1–0         |
| 2017      | Copa Confederación de la CAF      | Play-Off         | TP Mazembe              | 0–2  | 0–0    | 0–2         |
| 2019–20   | Liga de Campeones de la CAF       | Preliminar       | Al-Merrikh              | 1–0  | 2–3    | 3–3 (v.)    |
| 2019–20   | Liga de Campeones de la CAF       | 1                | Horoya                  | 2–0  | 0–2    | 2–2 (5–3 p) |
| 2019–20   | Liga de Campeones de la CAF       | Fase de grupos   | AS Vita Club            | 1–0  | 1-4    | 3.º Lugar   |
| 2019–20   | Liga de Campeones de la CAF       | Fase de grupos   | Espérance de Tunis      | 1–0  | 0–1    | 3.º Lugar   |
| 2019–20   | Liga de Campeones de la CAF       | Fase de grupos   | Raja Casablanca         | 0–0  | 0–2    | 3.º Lugar   |
| 2020-21   | Copa Confederación de la CAF      | 1                | USGN                    | 2–1  | 2–0    | 4–1         |
| 2020-21   | Copa Confederación de la CAF      | Play-Off         | Stade Malien            | 1–2  | 1–0    | 2–2 (a)     |
| 2020-21   | Copa Confederación de la CAF      | Fase de grupos   | Coton Sport             | 1–0  | 2–1    | 1.º Lugar   |
| 2020-21   | Copa Confederación de la CAF      | Fase de grupos   | NAPSA Stars             | 2–2  | 2–1    | 1.º Lugar   |
| 2020-21   | Copa Confederación de la CAF      | Fase de grupos   | RS Berkane              | 0–0  | 0–0    | 1.º Lugar   |
| 2020-21   | Copa Confederación de la CAF      | Cuartos de final | CS Sfaxien              | 1–0  | 1–1    | 2–1         |
| 2020-21   | Copa Confederación de la CAF      | Semifinales      | Coton Sport             | 2–1  | 3–0    | 5–1         |
| 2020-21   | Copa Confederación de la CAF      | Final            | Raja Casablanca         | 1–2  | 1–2    | 1–2         |
| 2021-22   | Copa Confederación de la CAF      | 2                | FAR Rabat               | 2–1  | 1–0    | 3–1         |
| 2021-22   | Copa Confederación de la CAF      | Play-Off         | Royal Leopards          | 2–1  | 0–1    | 2–2 (v.)    |

### Por competición
Nota: En negrita competiciones activas.
| Competición                                           | Temp. | PJ  | PG | PE | PP | GF  | GC  | Dif. | Puntos | Títulos | Subtítulos |
| ----------------------------------------------------- | ----- | --- | -- | -- | -- | --- | --- | ---- | ------ | ------- | ---------- |
| Liga de Campeones de la CAF                           | 16    | 106 | 54 | 18 | 34 | 134 | 88  | +46  | 180    | 2       | –          |
| Recopa Africana                                       | 2     | 14  | 8  | 1  | 5  | 29  | 18  | +11  | 25     | 1       | –          |
| Copa Confederación de la CAF                          | 5     | 45  | 22 | 8  | 15 | 51  | 43  | +8   | 74     | –       | –          |
| Supercopa de la CAF                                   | 1     | 1   | 0  | 0  | 1  | 0   | 1   | -1   | 0      | –       | 1          |
| Copa CAF                                              | 4     | 28  | 12 | 8  | 8  | 36  | 21  | +15  | 44     | 3       | –          |
| Total                                                 | 28    | 194 | 96 | 35 | 63 | 250 | 171 | +79  | 323    | 6       | 1          |
| Actualizado a la Liga de Campeones de la CAF 2021-22. |       |     |    |    |    |     |     |      |        |         |            |

### Enfrentamiento ante países
| País                            | J  | G | E | P | GF | GC | GD  |
| ------------------------------- | -- | - | - | - | -- | -- | --- |
| Angola                          | 4  | 2 | 1 | 1 | 5  | 3  | +2  |
| Benín                           | 2  | 1 | 0 | 1 | 4  | 3  | +1  |
| Burkina Faso                    | 2  | 1 | 1 | 0 | 6  | 1  | +5  |
| Burundi                         | 2  | 1 | 1 | 0 | 1  | 0  | +1  |
| Cabo Verde                      | 2  | 2 | 0 | 0 | 4  | 1  | +3  |
| Camerún                         | 14 | 8 | 2 | 4 | 19 | 11 | +6  |
| Chad                            | 2  | 1 | 0 | 1 | 6  | 1  | +5  |
| Costa de Marfil                 | 6  | 3 | 0 | 3 | 6  | 8  | -2  |
| Egipto                          | 12 | 5 | 4 | 3 | 12 | 11 | +1  |
| Etiopía                         | 2  | 1 | 0 | 1 | 2  | 1  | +1  |
| Gabón                           | 4  | 2 | 0 | 2 | 7  | 6  | +1  |
| Gambia                          | 2  | 2 | 0 | 0 | 5  | 1  | +4  |
| Ghana                           | 10 | 5 | 1 | 4 | 14 | 9  | +5  |
| Guinea                          | 4  | 1 | 1 | 2 | 2  | 3  | -1  |
| Guinea-Bisáu                    | 2  | 2 | 0 | 0 | 5  | 2  | +3  |
| Kenia                           | 2  | 1 | 0 | 1 | 4  | 2  | +4  |
| Liberia                         | 2  | 1 | 0 | 1 | 4  | 3  | +1  |
| Libia                           | 12 | 8 | 1 | 3 | 20 | 9  | +11 |
| Mali                            | 4  | 2 | 1 | 1 | 4  | 3  | +1  |
| Marruecos                       | 17 | 7 | 4 | 6 | 14 | 13 | +1  |
| Mauritania                      | 4  | 4 | 0 | 0 | 14 | 3  | +11 |
| Níger                           | 2  | 2 | 0 | 0 | 4  | 1  | +3  |
| Nigeria                         | 8  | 3 | 4 | 1 | 9  | 7  | +2  |
| República Democrática del Congo | 14 | 5 | 2 | 7 | 16 | 18 | -2  |
| República del Congo             | 4  | 2 | 2 | 0 | 5  | 2  | +3  |
| Senegal                         | 8  | 2 | 5 | 1 | 10 | 6  | +4  |
| Sierra Leona                    | 2  | 2 | 0 | 0 | 3  | 1  | +2  |
| Somalia                         | 2  | 2 | 0 | 0 | 4  | 1  | +3  |
| Suazilandia                     | 2  | 1 | 0 | 1 | 2  | 2  | 0   |
| Sudáfrica                       | 1  | 0 | 0 | 1 | 0  | 1  | -1  |
| Sudán                           | 6  | 3 | 0 | 3 | 8  | 8  | 0   |
| Togo                            | 2  | 2 | 0 | 0 | 10 | 0  | +10 |
| Túnez                           | 18 | 7 | 2 | 9 | 11 | 18 | -7  |
| Zambia                          | 6  | 3 | 1 | 2 | 8  | 5  | +3  |
| Zimbabue                        | 6  | 3 | 1 | 2 | 9  | 6  | +3  |